# Nová Ves u Prahy
Nová Ves (deutsch Neudorf) ist eine Gemeinde in Tschechien. Sie liegt fünf Kilometer südlich von Neratovice und gehört zum Okres Praha-východ.

## Geographie

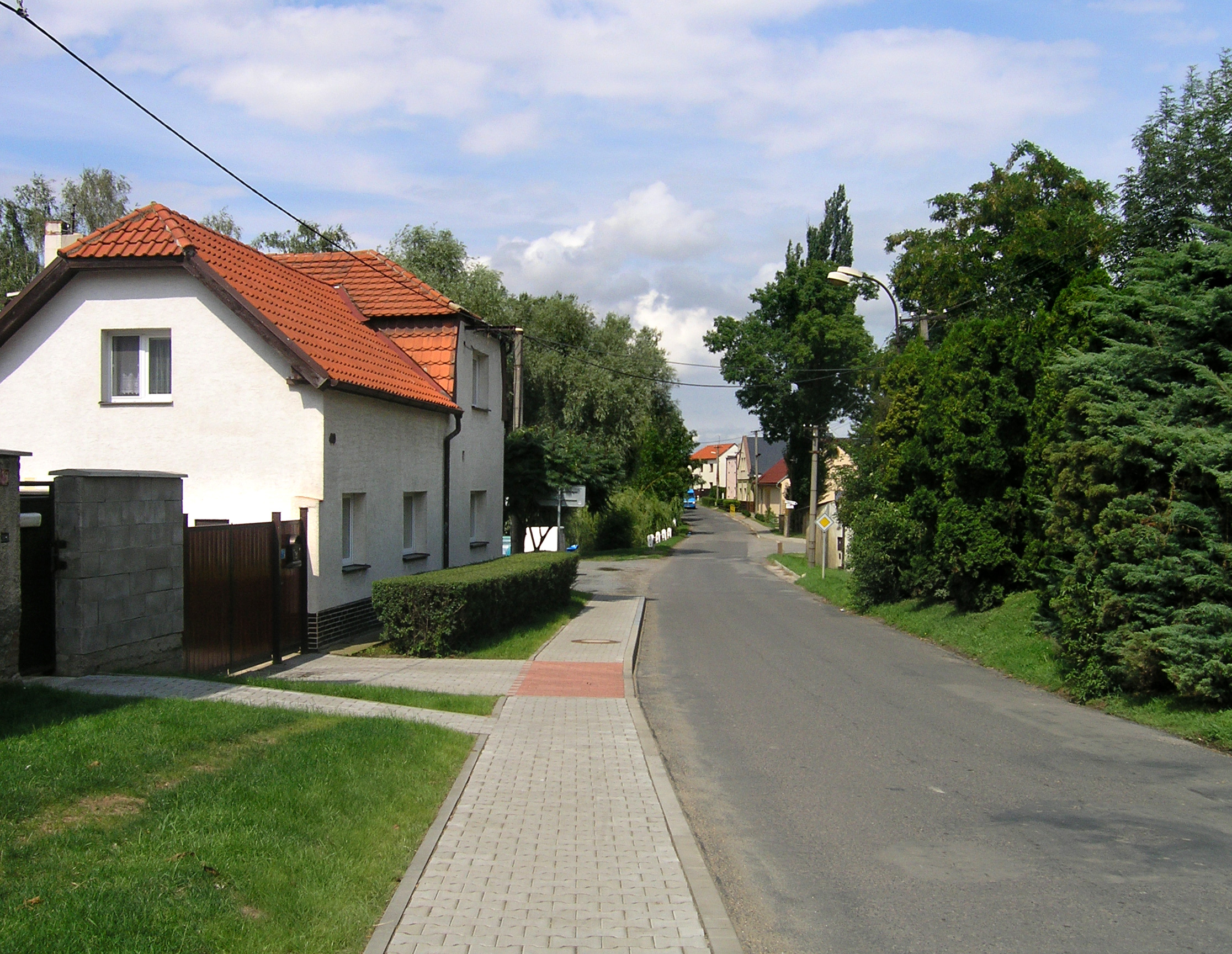
Die Hauptstraße

Nová Ves befindet sich linkselbisch auf der Böhmischen Tafel. Der Ort liegt am Zlonínský potok oberhalb des Zuflusses des Měšický potok. Östlich führt die Eisenbahnstrecke von Čelákovice nach Neratovice vorbei.
Nachbarorte sind Čakovičky im Norden, Jiřice im Nordosten, Kostelec nad Labem im Osten, Mratín im Südosten, Měšice im Süden, Zlonín im Westen sowie Kojetice im Nordwesten.

## Geschichte
Die erste schriftliche Erwähnung des Dorfes erfolgte im Jahre 1455.
Nach der Aufhebung der Patrimonialherrschaften entstand 1850 die zum Bezirk Karlín gehörige Gemeinde Nová Ves. Die Gemeinde wurde 1906 in den Bezirk Brandýs nad Labem eingegliedert. Seit 1961 gehört sie zum Okres Praha-východ.

## Gemeindegliederung
Für die Gemeinde Nová Ves sind keine Ortsteile ausgewiesen.

## Sehenswürdigkeiten
- Kapelle am Dorfplatz